# Campeonato Chinês de Snooker de 2016
O Campeonato Chinês de 2016 ou China Championship de 2016, também conhecido oficialmente como Evergrande China Championship 2016 por razões de patrocínio, foi um torneio profissional de snooker não pontuável para o ranking que ocorreu de 1 a 5 de novembro de 2016 em Cantão, na China.
Foi a primeira edição do torneio, que inclusive, teve a maior premiação para um evento realizado fora do Reino Unido.
John Higgins se tornou o vencedor da edição inaugural ao derrotar Stuart Bingham por 10–7 na final.

## Visão geral
O Evergrande China Championship de Snooker de 2016 teve uma premiação para o vencedor no valor de 200 mil libras esterlinas, o maior de todos os tempos para um torneio fora do Reino Unido. A premiação total foi de 650 mil libras esterlinas.
O evento aconteceu de 1 a 5 de novembro e foi realizado na cidade de Cantão, na província de Cantão, no sudeste da China.
O torneio contou com a participação de 16 jogadores, sendo convidados os dez melhores do ranking mundial, juntamente com os próximos quatro jogadores da lista do ranking de um ano [ranking com pontos da temporada em disputa], e o para fechar tivemos a nomeação de dois jogadores pela Associação Chinesa de Bilhar e Snooker (China Billiards and Snooker Association — CBSA).
O vencedor também garantiu uma vaga no Champion of Champions de 2016.

## Premiação
O evento teve um premiação total de 650 mil libras esterlinas, sendo 200 mil libras esterlinas a parte dedicada ao campeão. A distribuição dos prêmios (prize money) para o evento foi a seguinte:
| Posição                                | Prêmio                    |
| -------------------------------------- | ------------------------- |
| Campeão                                | 200 000 libras esterlinas |
| Vice-campeão                           | 10 000 libras esterlinas  |
| 3–4 (perdedores das semifinais)        | 50 000 libras esterlinas  |
| 5–8 (perdedores das quartas de final)  | 30 000 libras esterlinas  |
| 9–16 (perdedores das oitavas de final) | 15 000 libras esterlinas  |
| Maior break                            | 10 000 libras esterlinas  |
| Total                                  | 650 000 libras esterlinas |

## Participantes
Os 10 melhores jogadores de snooker no ranking mundial após o Masters de Xangai (Shanghai Masters) de 2016, junto com os 4 melhores jogadores na lista do ranking de um ano, foram convidados a participar do evento. Os dois jogadores restantes (Marco Fu e Liang Wenbo) foram selecionados pela Associação Chinesa de Bilhar e Snooker (Chinese Billiards and Snooker Association). Mark Williams tornou-se elegível para participar após a desistência do número 10 do mundo, Ronnie O'Sullivan, da competição, já que ele era o próximo na fila do ranking mundial oficial.
Fonte:
| Pos. | Jogador           | Total — RM           | Total — RT           |
| ---- | ----------------- | -------------------- | -------------------- |
| 01   | Mark Selby        | 690 650              | 60 775               |
| 02   | Stuart Bingham    | 516 534              | 34 775               |
| 03   | Shaun Murphy      | 447 308              | 26 000               |
| 04   | Judd Trump        | 409 166              | 19 000               |
| 05   | John Higgins      | 408 725              | 22 750               |
| 06   | Ding Junhui       | 376 925              | 91 500               |
| 07   | Neil Robertson    | 359 582              | 58 500               |
| 08   | Mark Allen        | 336 592              | 9 725                |
| 09   | Ricky Walden      | 312 208              | 9 400                |
| 0w/d | Ronnie O'Sullivan | 302 333              | 8 000                |
| 010  | Mark Williams     | 243 008              | 22 250               |
| 011  | Ali Carter        | 226 200              | 105 150              |
| 012  | Anthony McGill    | 197 375              | 73 525               |
| 013  | Joe Perry         | 295 133              | 41 050               |
| 014  | Michael Holt      | 149 683              | 38 150               |
|      | Marco Fu          | Qualificado via CBSA | Qualificado via CBSA |
|      | Liang Wenbo       | Qualificado via CBSA | Qualificado via CBSA |

## Jogos
Fonte:
|  | Oitavas de final Melhor de 11 frames | Oitavas de final Melhor de 11 frames | Oitavas de final Melhor de 11 frames |                |              | Quartas de final Melhor de 11 frames | Quartas de final Melhor de 11 frames | Quartas de final Melhor de 11 frames |  |  | Semifinal Melhor de 17 frames | Semifinal Melhor de 17 frames | Semifinal Melhor de 17 frames |  |  | Final Melhor de 19 frames | Final Melhor de 19 frames | Final Melhor de 19 frames |  |
|  |                                      |                                      |                                      |                |              |                                      |                                      |                                      |  |  |                               |                               |                               |  |  |                           |                           |                           |  |
|  | 1                                    | Mark Selby                           | 6                                    |                |              |                                      |                                      |                                      |  |  |                               |                               |                               |  |  |                           |                           |                           |  |
|  | 1                                    | Mark Selby                           | 6                                    |                |              |                                      |                                      |                                      |  |  |                               |                               |                               |  |  |                           |                           |                           |  |
|  | 12                                   | Anthony McGill                       | 2                                    |                |              |                                      |                                      |                                      |  |  |                               |                               |                               |  |  |                           |                           |                           |  |
|  | 12                                   | Anthony McGill                       | 2                                    |                | 1            | Mark Selby                           | 5                                    |                                      |  |  |                               |                               |                               |  |  |                           |                           |                           |  |
|  |                                      |                                      |                                      |                | 1            | Mark Selby                           | 5                                    |                                      |  |  |                               |                               |                               |  |  |                           |                           |                           |  |
|  |                                      |                                      | 8                                    | Mark Allen     | 6            |                                      |                                      |                                      |  |  |                               |                               |                               |  |  |                           |                           |                           |  |
|  | 8                                    | Mark Allen                           | 8                                    | Mark Allen     | 6            | 6                                    |                                      |                                      |  |  |                               |                               |                               |  |  |                           |                           |                           |  |
|  | 8                                    | Mark Allen                           |                                      |                |              |                                      |                                      |                                      |  |  |                               |                               |                               |  |  |                           |                           |                           |  |
|  | 9                                    | Ricky Walden                         | 4                                    |                |              |                                      |                                      |                                      |  |  |                               |                               |                               |  |  |                           |                           |                           |  |
|  | 9                                    | Ricky Walden                         | 4                                    |                | 8            | Mark Allen                           | 3                                    |                                      |  |  |                               |                               |                               |  |  |                           |                           |                           |  |
|  |                                      |                                      |                                      |                |              |                                      |                                      |                                      |  |  |                               |                               |                               |  |  |                           |                           |                           |  |
|  |                                      |                                      | 5                                    | John Higgins   | 9            |                                      |                                      |                                      |  |  |                               |                               |                               |  |  |                           |                           |                           |  |
|  | 5                                    | John Higgins                         | 5                                    | John Higgins   | 9            | 6                                    |                                      |                                      |  |  |                               |                               |                               |  |  |                           |                           |                           |  |
|  | 5                                    | John Higgins                         |                                      |                |              |                                      |                                      |                                      |  |  |                               |                               |                               |  |  |                           |                           |                           |  |
|  | 10                                   | Mark Williams                        | 4                                    |                |              |                                      |                                      |                                      |  |  |                               |                               |                               |  |  |                           |                           |                           |  |
|  | 10                                   | Mark Williams                        | 4                                    |                | 5            | John Higgins                         | 6                                    |                                      |  |  |                               |                               |                               |  |  |                           |                           |                           |  |
|  |                                      |                                      |                                      |                | 5            | John Higgins                         | 6                                    |                                      |  |  |                               |                               |                               |  |  |                           |                           |                           |  |
|  |                                      |                                      | 11                                   | Ali Carter     | 2            |                                      |                                      |                                      |  |  |                               |                               |                               |  |  |                           |                           |                           |  |
|  | 4                                    | Judd Trump                           | 11                                   | Ali Carter     | 2            | 4                                    |                                      |                                      |  |  |                               |                               |                               |  |  |                           |                           |                           |  |
|  | 4                                    | Judd Trump                           |                                      |                |              |                                      |                                      |                                      |  |  |                               |                               |                               |  |  |                           |                           |                           |  |
|  | 11                                   | Ali Carter                           | 6                                    |                |              |                                      |                                      |                                      |  |  |                               |                               |                               |  |  |                           |                           |                           |  |
|  | 11                                   | Ali Carter                           | 6                                    |                | 5            | John Higgins                         | 10                                   |                                      |  |  |                               |                               |                               |  |  |                           |                           |                           |  |
|  |                                      |                                      |                                      |                |              |                                      |                                      |                                      |  |  |                               |                               |                               |  |  |                           |                           |                           |  |
|  |                                      |                                      | 2                                    | Stuart Bingham | 7            |                                      |                                      |                                      |  |  |                               |                               |                               |  |  |                           |                           |                           |  |
|  | 3                                    | Shaun Murphy                         | 2                                    | Stuart Bingham | 7            | 6                                    |                                      |                                      |  |  |                               |                               |                               |  |  |                           |                           |                           |  |
|  | 3                                    | Shaun Murphy                         |                                      |                |              |                                      |                                      |                                      |  |  |                               |                               |                               |  |  |                           |                           |                           |  |
|  | 13                                   | Joe Perry                            | 4                                    |                |              |                                      |                                      |                                      |  |  |                               |                               |                               |  |  |                           |                           |                           |  |
|  | 13                                   | Joe Perry                            | 4                                    |                | 3            | Shaun Murphy                         | 6                                    |                                      |  |  |                               |                               |                               |  |  |                           |                           |                           |  |
|  |                                      |                                      |                                      |                | 3            | Shaun Murphy                         | 6                                    |                                      |  |  |                               |                               |                               |  |  |                           |                           |                           |  |
|  |                                      |                                      |                                      | Marco Fu       | 2            |                                      |                                      |                                      |  |  |                               |                               |                               |  |  |                           |                           |                           |  |
|  | 6                                    | Ding Junhui                          | 3                                    | Marco Fu       | 2            |                                      |                                      |                                      |  |  |                               |                               |                               |  |  |                           |                           |                           |  |
|  | 6                                    | Ding Junhui                          | 3                                    |                |              |                                      |                                      |                                      |  |  |                               |                               |                               |  |  |                           |                           |                           |  |
|  |                                      | Marco Fu                             | 6                                    |                |              |                                      |                                      |                                      |  |  |                               |                               |                               |  |  |                           |                           |                           |  |
|  |                                      | Marco Fu                             | 6                                    | 3              | Shaun Murphy | 8                                    |                                      |                                      |  |  |                               |                               |                               |  |  |                           |                           |                           |  |
|  |                                      |                                      |                                      |                |              |                                      |                                      |                                      |  |  |                               |                               |                               |  |  |                           |                           |                           |  |
|  |                                      |                                      | 2                                    | Stuart Bingham | 9            |                                      |                                      |                                      |  |  |                               |                               |                               |  |  |                           |                           |                           |  |
|  | 7                                    | Neil Robertson                       | 2                                    | Stuart Bingham | 9            | 5                                    |                                      |                                      |  |  |                               |                               |                               |  |  |                           |                           |                           |  |
|  | 7                                    | Neil Robertson                       |                                      |                |              |                                      |                                      |                                      |  |  |                               |                               |                               |  |  |                           |                           |                           |  |
|  | 14                                   | Michael Holt                         | 6                                    |                |              |                                      |                                      |                                      |  |  |                               |                               |                               |  |  |                           |                           |                           |  |
|  | 14                                   | Michael Holt                         | 6                                    |                | 14           | Michael Holt                         | 5                                    |                                      |  |  |                               |                               |                               |  |  |                           |                           |                           |  |
|  |                                      |                                      |                                      |                | 14           | Michael Holt                         | 5                                    |                                      |  |  |                               |                               |                               |  |  |                           |                           |                           |  |
|  |                                      |                                      | 2                                    | Stuart Bingham | 6            |                                      |                                      |                                      |  |  |                               |                               |                               |  |  |                           |                           |                           |  |
|  | 2                                    | Stuart Bingham                       | 2                                    | Stuart Bingham | 6            | 6                                    |                                      |                                      |  |  |                               |                               |                               |  |  |                           |                           |                           |  |
|  | 2                                    | Stuart Bingham                       |                                      |                |              |                                      |                                      |                                      |  |  |                               |                               |                               |  |  |                           |                           |                           |  |
|  |                                      | Liang Wenbo                          | 2                                    |                |              |                                      |                                      |                                      |  |  |                               |                               |                               |  |  |                           |                           |                           |  |

## Final
| Final: Melhor de 19 frames. Árbitro: Zhou Ying. Guangzhou Gymnasium, Cantão, China, 5 de novembro de 2016.                                                                                                 |                |                                 |
| John Higgins (5) · Escócia | 10–7           | Stuart Bingham (2) · Inglaterra |
| Sessão 1: 77–37, 74–17, 72–1, 1–127 (102), 18–112 (112), 49–75 (52), 69–0, 70–58 (65, 58), 14–100 (50) Sessão 2 28–55, 4–98 (98), 81–0 (56), 71–10 (65), 0–84 (84), 134–1 (134), 105–21 (100), 129–8 (101) |                |                                 |
| 134 | Maior break    | 112                             |
| 3 | Century breaks | 2                               |
| 6 | Breaks de 50+  | 7                               |

## Century breaks
Total: 22.
- 144, 129, 121, 101 – Shaun Murphy
- 141, 122, 118, 114, 112, 104, 102 – Stuart Bingham
- 140, 131, 114, 106, 100 – Mark Allen
- 134, 131, 123, 101, 100 – John Higgins
- 127 – Mark Selby